# Nixxes Software
Nixxes Software BV is een Nederlands computerspelbedrijf uit Utrecht. Het bedrijf is vooral gespecialiseerd in het porteren van spellen. Op 1 juli 2021 kondigde Sony Interactive Entertainment aan dat het tot dan zelfstandige bedrijf Nixxes was ingelijfd.

## Ontwikkelde computerspellen

### Poorten
| Release | Titel                                       | Originele ontwikkelaar   | Geporteerd naar               |
| ------- | ------------------------------------------- | ------------------------ | ----------------------------- |
| 2000    | Legacy of Kain: Soul Reaver                 | Crystal Dynamics         | Dreamcast                     |
| 2001    | Legacy of Kain: Soul Reaver 2               | Crystal Dynamics         | Windows                       |
| 2002    | Blood Omen 2                                | Crystal Dynamics         | GameCube, Windows, Xbox       |
| 2003    | Legacy of Kain: Defiance                    | Crystal Dynamics         | Windows, Xbox                 |
| 2005    | Project Snowblind                           | Crystal Dynamics         | Windows, Xbox                 |
| 2006    | Tomb Raider: Legend                         | Crystal Dynamics         | Windows, Xbox                 |
| 2007    | Tomb Raider: Anniversary                    | Crystal Dynamics         | Windows                       |
| 2008    | Tomb Raider: Underworld                     | Crystal Dynamics         | PlayStation 3, Windows        |
| 2010    | Kane & Lynch 2: Dog Days                    | IO Interactive           | Windows                       |
| 2010    | Lara Croft and the Guardian of Light        | Crystal Dynamics         | PlayStation 3, Windows        |
| 2011    | Deus Ex: Human Revolution                   | Eidos Montreal           | Windows                       |
| 2012    | Hitman: Absolution                          | IO Interactive           | Windows                       |
| 2013    | Tomb Raider                                 | Crystal Dynamics         | PlayStation 3, Windows        |
| 2014    | Thief                                       | Eidos Montreal           | Windows                       |
| 2015    | Rise of the Tomb Raider                     | Crystal Dynamics         | Xbox 360, Xbox One X          |
| 2016    | Deus Ex: Mankind Divided                    | Eidos Montreal           | Windows                       |
| 2016    | Rise of the Tomb Raider 20 Year Celebration | Crystal Dynamics         | PlayStation 4, PlayStation VR |
| 2018    | Shadow of the Tomb Raider                   | Eidos Montreal           | Windows                       |
| 2022    | Marvel’s Spider-Man Remastered              | Insomniac Games          | Windows                       |
| 2024    | Horizon Forbidden West                      | Guerrilla Games          | Windows                       |
| 2024    | Ghost of Tsushima DIRECTOR'S CUT            | Sucker Punch Productions | Windows                       |

### Ondersteunend werk
| Release | Titel                 | Hoofdontwikkelaar | Platform(en)                                                                    |
| ------- | --------------------- | ----------------- | ------------------------------------------------------------------------------- |
| 2013    | Killzone: Shadow Fall | Guerrilla Games   | PlayStation 4                                                                   |
| 2020    | Marvel's Avengers     | Crystal Dynamics  | Windows, PlayStation 4, PlayStation 5, Xbox One, Xbox Series X/S, Google Stadia |